# Cerkiew św. Eliasza w Kraavi
Cerkiew św. Eliasza – prawosławna cerkiew w Kraavi, w jurysdykcji Estońskiego Apostolskiego Kościoła Prawosławnego.

## Historia
Kamienno-ceglana cerkiew została zbudowana w 1895 r. na potrzeby liczącej kilkuset wiernych, głównie chłopów, społeczności prawosławnej, która do tej pory korzystała z drewnianego domu modlitwy. Koszt budowy świątyni – 9 tys. rubli – pokrył Święty Synod.
Do 1986 r. była siedzibą parafii prawosławnej (jurysdykcja Patriarchatu Moskiewskiego). W wymienionym roku parafia zakończyła działalność z powodu braku wiernych. Ikonostas ze świątyni przekazano do muzeum regionalnego w Võru. Nieużytkowany budynek sakralny ulegał stopniowej dewastacji, do momentu, gdy na prośbę mieszkańców miejscowości w 1995 r. opiekę nad nim przejęła luterańska parafia w Urvaste. W cerkwi odbywały się odtąd nabożeństwa obu chrześcijańskich wyznań. Przed 2015 r. Estoński Apostolski Kościół Prawosławny porozumiał się z Estońskim Kościołem Luterańskim w sprawie przejęcia opieki nad świątynią, zobowiązując się do zwrotu nakładów poniesionych przez protestantów na utrzymanie budynku. Cerkiew stała się filią parafii św. Katarzyny w Võru.